# Qingshousi Hu
Qingshousi Hu är en sjö i Kina. Den ligger i provinsen Hubei, i den centrala delen av landet, omkring 240 kilometer väster om provinshuvudstaden Wuhan. Trakten runt Qingshousi Hu består till största delen av jordbruksmark.
Genomsnittlig årsnederbörd är 1 313 millimeter. Den regnigaste månaden är maj, med i genomsnitt 197 mm nederbörd, och den torraste är december, med 17 mm nederbörd.